# Référendum québécois sur l'accord de Charlottetown
Le référendum de 1992 au Québec est un référendum tenu au Québec comme partie intégrante du référendum pancanadien sur l'Accord de Charlottetown. Il a été organisé sous l'égide du Directeur général des élections du Québec, alors que dans toutes les autres provinces et dans les territoires canadiens, c'est Élections Canada qui a organisé et supervisé le scrutin.

## Contexte
- 20 juin 1991 : Adoption de la Loi sur le processus de détermination de l'avenir politique et constitutionnel du Québec, laquelle oblige le gouvernement de Robert Bourassa à tenir un référendum sur la souveraineté du Québec en 1992.
- 28 août 1992 : Accord de Charlottetown sur le renouvellement de la Constitution canadienne intervenu entre les premiers ministres de toutes les provinces, tous les territoires et certains chefs des premières nations, ainsi que le premier ministre du Canada.
- 8 septembre 1992 : Modification de la loi de juin 1991 pour que le référendum porte sur « un nouveau partenariat de nature constitutionnelle » avec le Canada plutôt que sur la souveraineté du Québec.
- 26 octobre 1992 : Référendum au Québec et, simultanément mais indépendamment, partout dans le reste du Canada, sur l'Accord de Charlottetown.

## Question
La question référendaire était la suivante :

« Acceptez-vous que la Constitution du Canada soit renouvelée sur la base de l’entente conclue le 28 août 1992 ? »

## Résultats
Le référendum a eu lieu le 26 octobre 1992 et la proposition de renouvellement de la Constitution canadienne a été rejeté par 56,68 % des voix exprimés. Cette victoire du camp du non alimentera la prochaine campagne référendaire sur la souveraineté du Québec tenue trois années plus tard.
| Oui : 1 709 075 (43,32 %) |  |  | Non : 2 236 114 (56,68 %) |
| ▲                         |  |  |                           |

|                       | Total des votes | % des votes |
| Bulletins valides     | 3 945 189       | 97,82 %     |
| Bulletins rejetés     | 87 832          | 2,18 %      |
| Taux de participation | 4 033 021       | 82,76 %     |
| Électeurs éligibles   | 4 872 965       |             |